# Sœurs de l'Assomption de la Sainte Vierge
Ne doit pas être confondu avec Filles de Marie de l'Assomption ou Sœurs de Sainte Marie de l'Assomption.
Les Sœurs de l'Assomption de la Sainte Vierge sont une congrégation religieuse féminine enseignante de droit pontifical.

## Histoire
En 1850, l'abbé Jean Harper, est curé de Saint-Grégoire-le-Grand, une paroisse qui compte beaucoup de familles acadiennes expulsées lors de la déportation de 1755. Il organise le système scolaire et demande à la congrégation de Notre-Dame de Montréal de lui envoyer des sœurs enseignantes mais il n'obtient pas de réponse favorable. Il fonde sa propre congrégation le 8 septembre 1853 avec quatre jeunes filles. Elles prononcent leurs vœux le 17 août 1856 devant Thomas Cooke, 1er évêque du diocèse de Trois-Rivières, qui leur donne le nom de sœurs de l'Assomption de la Sainte Vierge car elle est la patronne des Acadiens. En 1864, Edwige Buisson est nommé supérieure de la congrégation.
En 1872, la maison-mère est transférée à Nicolet. En 1885, le diocèse de Nicolet est érigé en prenant sur le territoire de celui de Trois-Rivières ; la congrégation étant de droit dicésain, les sœurs passent sous l'autorité des évêques de Nicolet L'institut reçoit le décret de louange le 12 juin 1923 et l'approbation définitive du Saint-Siège le 23 février 1957.

## Activités et diffusion
Les sœurs se consacrent à l'enseignement. 
Elles sont présentes au Brésil, au Canada, en Équateur, aux États-Unis et au Japon.
La maison-mère est à Nicolet.
En 2017, la congrégation comptait 370 sœurs dans 28 maisons.